# Kompozycja szopkowa
Kompozycja szopkowa dramatu polega na wprowadzeniu na scenę kilku postaci, wymianie przez nich poszczególnych kwestii, a następnie opuszczeniu przez nich sceny.
Kompozycja szopkowa występuje m.in. w Weselu Stanisława Wyspiańskiego.
Określenie „kompozycja szopkowa” bywa używane przenośnie w odniesieniu do polityki lub sportu.